# 诺韦洛
诺韦洛（義大利語：Novello），是意大利库内奥省的一个市镇。总面积11平方公里，人口1044人，人口密度94.9人/平方公里（2009年）。ISTAT代码为004152。